# ماريا أرندت
ماريا أرندت (بالبولندية: Maria Arndt)‏ هي منافسة ألعاب القوى بولندية، ولدت في 29 أكتوبر 1929، وتوفيت في 6 أبريل 2000 في وارسو في بولندا.

## وصلات خارجية
- ماريا أرندت على موقع أوليمبيديا (الإنجليزية)
- ماريا أرندت على موقع اللجنة الأولمبية البولندية (مؤرشف) (البولندية)